# Ronaldo Báez
Ronaldo Báez Mendoza (Juan E. O'Leary, Alto Paraná, Paraguay; 23 de marzo de 1998) es un futbolista paraguayo. Juega de centrocampista y su equipo actual es Sportivo Trinidense de la Primera División de Paraguay.

## Trayectoria
Debutó el 22 de julio de 2017, en el partido que su equipo Libertad empató 0 a 0 ante Rubio Ñu por la primera fecha del Torneo Clausura 2017.

## Clubes
| Club                | País     | Año           |
| ------------------- | -------- | ------------- |
| Libertad            | Paraguay | 2017-2022     |
| Nacional (préstamo) | Paraguay | 2019-2020     |
| Sportivo Trinidense | Paraguay | 2022-presente |